# Puchar Armenii w piłce siatkowej mężczyzn (2021)
Puchar Armenii w piłce siatkowej mężczyzn 2021 (oficjalnie Puchar HVF 2021) – rozgrywki o siatkarski Puchar Armenii zorganizowane przez Związek Piłki Siatkowej Armenii (Հայաստանի Վոլեյբոլի Ֆեդերացիա, HVF), rozegrane w dniach 19-21 marca 2021 roku w hali sportowej Armeńskiego Państwowego Uniwersytetu Ekonomicznego w Erywaniu.
Do rozgrywek zgłosiły się cztery zespoły. Rozegrały one między sobą po jednym spotkaniu.
Puchar Armenii zdobył zespół FIMA. Najlepszymi zawodnikami turnieju wybrani zostali: Wahe Nazarjan (KhMOMM), Andre Simonin (NUACA) oraz Arman Miskarjany (FIMA).

## Drużyny uczestniczące
| Drużyna                                                         | Miasto |
| --------------------------------------------------------------- | ------ |
| FIMA (Instytut Kultury Fizycznej Klubów Sportowych w Erywaniu)  | Erywań |
| Giumri                                                          | Giumri |
| KhMOMM (Olimpijska Szkoła Sportowa Dzieci i Młodzieży)          | Erywań |
| NUACA (Narodowy Uniwersytet Architektury i Budownictwa Armenii) | Erywań |

## Rozgrywki

### Tabela
| Poz. | Drużyna | Mecze | Mecze | Mecze | Sety | Sety |
| Poz. | Drużyna | M     | W     | P     | wyg. | prz. |
| ---- | ------- | ----- | ----- | ----- | ---- | ---- |
| 1    | FIMA    | 3     | 3     | 0     | 9    | 1    |
| 2    | KhMOMM  | 3     | 2     | 1     | 7    | 3    |
| 3    | NUACA   | 3     | 1     | 2     | 3    | 6    |
| 4    | Giumri  | 3     | 0     | 3     | 0    | 9    |

### Wyniki spotkań
| Data                                                | Godzina | Drużyna 1 | Wynik                            | Drużyna 2 |
| --------------------------------------------------- | ------- | --------- | -------------------------------- | --------- |
| 19.03.2021                                          | 16:15   | FIMA      | 3:0 (25:14, 25:13, 25:17)        | Giumri    |
| 19.03.2021                                          | 21:00   | NUACA     | 0:3                              | KhMOMM    |
| 20.03.2021                                          | 14:30   | NUACA     | 3:0                              | Giumri    |
| 20.03.2021                                          | 16:30   | KhMOMM    | 1:3 (25:23, 24:26, 11:25, 23:25) | FIMA      |
| 21.03.2021                                          | 14:30   | KhMOMM    | 3:0                              | Giumri    |
| 21.03.2021                                          | 16:30   | FIMA      | 3:0                              | NUACA     |
| Wszystkie godziny według strefy czasowej UTC+04:00. |         |           |                                  |           |